# (9890) 1995 SY2
A (9890) 1995 SY2 a Naprendszer kisbolygóövében található aszteroida. Ueda Szeidzsi és Kaneda Hirosi fedezte fel 1995. szeptember 20-án.